# Djurhuus
Djurhuus  er en færøsk slægt. Den kom til Færøerne fra Danmark med Christen Jensen Djurhuus (1708–1775), som var provst på Eysturoy. Christen Jensen Djurhuus' sønnesøn, digteren Jens Christian Djurhuus (1773–1853), er forfader til flere af øernes fremmeste forfattere og politikere:
- Jens Hendrik Djurhuus (1799–1892), politiker, søn af Jens Christian
- Andreas Djurhuus (1817–1879), præst, bror til Hans Olaus og Johan Christian
- Hans Olaus Djurhuus (1822–1866), politiker, bror til Andreas og Johan Christian
- Johan Christian Djurhuus (1834–1918), politiker, bror til Andreas og Hans Olaus
- Niclas J. Djurhuus (1865–1952), politiker
- Janus Djurhuus (1881–1948), forfatter, bror til Hans A.
- Hans A. Djurhuus (1883–1951), forfatter, bror til Janus
- Kristian Djurhuus (1895–1984), politiker, far til Johan
- Andreas Frederik Djurhuus (1906–1984), postmand
- Hákun Djurhuus (1908–1987), politiker, søskendebarn af Janus og Hans A.
- Johan Djurhuus (1918–?), jurist, søn af Kristian
- Sverri Djurhuus (1920–2003), forfatter, oldebarn af Jens Hendrik
- Tummas Napoleon Djurhuus (1928–1971), forfatter, bror til Sverri
- Njål Djurhuus (1941–), officer i Frelsens Hær
- Rune Djurhuus (1970–), norsk skakspiller

Se også
- Bendix Djurhuus Prahl (1747-1814), norsk byskriver og forfatter, havde Djurhuus-navnet fra sin mor, der var af færøsk slægt
- Leif Djurhuus (1953-), dansk advokat
- Chili djurhuus (1977 - ) Journalist, sangskriver Chili Goes Chili, terapeut og musikpædagog. Datter til Hjørleif Djurhuus som er fætter til Tummas Napoleon Djurhuus
- Hjørleif Djurhuus (1928 - ) - Søn af Poul Jakop Djurhuus (søn af  Napoleon Djurhuus og Anne Sofia) og Minde Agnete Signhild Djurhuus